# Zagreb Glavni kolodvor
Zagreb Glavni kolodvor – główna stacja kolejowa w Zagrzebiu i największa w Chorwacji. Stacja posiada 6 peronów. Dworzec znajduje się przy placu Trg kralja Tomislava.
Neoklasycystyczny budynek dworca wybudowano w latach 1890–1892, a architektem był Węgier Ferenc Pfaff, autor wielu dworców kolejowych w węgierskiej części Austro-Węgier. Obiekt przeszedł remont w latach 1986–1987 (przed Uniwersjadą w 1987 roku) oraz ponownie w 2006.